# Llista de produccions audiovisuals dels Països Catalans
Aquesta és una llista de produccions audiovisuals dels Països Catalans. La llista inclou obres en català o dirigides per persones catalanes o nascudes als Països Catalans. La llista té un enfocament transmèdia, és a dir, no té en compte a través de quin mitjà s'estrena la producció. Per tant, s'hi inclouen pel·lícules i sèries emeses per cinema, televisió o Internet. No s'hi inclouen curtmetratges ni obres teatrals enregistrades.

## #
- 13 dies d'octubre
- 14 d'abril: Macià contra Companys
- 16 dobles
- 39+1
- 53 dies d'hivern
- 1.000 maneres de menjar-se un ou
- 1714, la guerra a comarques
- 10.000 km

## A
- A la ciutat
- A la ciutat de Sylvia
- A la deriva
- A la vida, a l'amor
- A tornallom
- Actrius
- Adéu, Espanya?
- Al final de la vida
- Al jardí
- Alícia a l'Espanya de les meravelles
- Amb el 10 a l'esquena
- Amic/Amat
- Amics per sempre (pel·lícula)
- Amor idiota
- Andorra, entre el torb i la Gestapo
- Andrea (pel·lícula)
- Àngels i Sants
- Animals ferits
- Anita no perd el tren
- Any de Gràcia
- Aprenent a conduir
- Aquesta nit o mai
- Arnau (sèrie)
- Aro Tolbukhin, dins la ment de l'assassí
- Arran de terra
- Assetjada (1995)
- Atrapa-la
- Atrapats (2011)

## B
- Balseros
- Bar-Cel-Ona
- Barcelona (un mapa)
- Barcelona, abans que el temps ho esborri
- Barcelona, ciutat neutral
- Barcelona, la Rosa de Foc
- Barcelona, nit d'estiu
- Barcelona, nit d'hivern
- Barcelona Connection
- Barcelona sud
- Barça Dreams
- Benifotrem
- Benvingut a Farewell-Gutmann
- Bicicleta, cullera, poma
- Boom Boom
- Brava (pel·lícula)
- Bruc (pel·lícula)
- Bugarach (pel·lícula)
- Buscant l'home perfecte

## C
- Cabell d'àngel (pel·lícula)
- Cambra obscura (pel·lícula)
- Càmping (pel·lícula)
- Camps de maduixes (pel·lícula)
- Canet Rock (documental)
- Capità Escalaborns
- Caracremada (pel·lícula)
- Carícies
- Carta a Eva
- Carta mortal
- Cataluña-Espanya
- Catalunya über alles!
- Cel·la 211
- Cendres (pel·lícula)
- Centenari
- Cher ami
- Cineastes contra magnats
- Cineastes en acció
- Cinemacat.cat
- Cites (sèrie)
- Ciutat morta
- Classe valenta
- Cola, Colita, Colassa (Oda a Barcelona)
- Colom i la Casa Reial Catalana
- Com si fos ahir
- Companys, procés a Catalunya
- Comtes
- Concepción Arenal, la visitadora de presons
- Conte de Nadal.cat
- Coses que no et vaig dir mai
- Coses que passen
- Cota roja
- Cravan vs. Cravan
- Crims (sèrie)

## D
- Dalí (pel·lícula)
- Daniya, el jardí de l'harem
- De mica en mica s'omple la pica
- De moda
- Del roig al blau
- Delta (pel·lícula)
- Des del balcó
- Descalç sobre la terra vermella
- Desclassificats
- Deslliga't
- Desmuntant Leonardo
- Després de la pluja
- Deu ser que ningú és perfecte
- Diari d'un malalt d'amor
- Dictat (pel·lícula)
- Doctor Caparrós, medicina general
- Dones (pel·lícula)
- Dones d'aigua (pel·lícula)
- Dues dones
- Dues dones divines

## E
- Ebre, del bressol a la batalla
- Ecos
- El bosc
- El caçador furtiu
- El cadàver d'Anna Fritz
- El Cafè de la Marina (pel·lícula de 2014)
- El camí més llarg per tornar a casa
- El cant dels ocells (pel·lícula)
- El cas dels catalans
- El complot dels anells
- El cor de la ciutat
- El cor del guerrer
- El coronel Macià
- El crac
- El criminal
- El domini dels sentits
- El gènere femení
- El gran Gato
- El joc de viure
- El jovenet Dràcula
- El llarg hivern
- El mal que els homes fan
- El mar (pel·lícula)
- El mètode Grönholm (pel·lícula)
- El millor de mi
- El misteri de Fassman
- El monstre del pou
- El Niño
- El pallasso i el Führer
- El passatger
- El perdut
- El perquè de tot plegat (pel·lícula)
- El pianista (pel·lícula de 1998)
- El rei borni
- El retaule del flautista (pel·lícula)
- El rey de La Habana
- El robatori més gran mai explicat
- El secret dels 24 esglaons
- El segon nom
- El silenci abans de Bach
- El somni (documental)
- El somni català
- El taxista ful
- El viatge vertical
- El vicari d'Olot
- El virgo de Vicenteta (pel·lícula)
- El virus de la por
- El zoo d'en Pitus
- Els anys salvatges
- Els condemnats
- Els culpables
- Els fills del sol
- Els motius de Berta
- Els nens de Rússia
- Els nens salvatges
- Els passos dobles
- Els passos perduts
- Els sense nom
- Els sotasignants
- Els ulls de la Júlia
- Els últims dies
- Elegy
- Elisa K
- Emergo
- En construcció
- Enigma Cervantes
- Entre 2 gegants
- Enxaneta (documental)
- Ermessenda (sèrie)
- És quan dormo que hi veig clar
- Escapada final
- Escenes d'una orgia a Formentera
- Esquadró (pel·lícula)
- Estació d'enllaç (sèrie)
- Estiu 1993
- Et dec una nit de divendres
- EVA (pel·lícula de 2011)
- Excuses!

## F
- Fake Orgasm
- Fassman, l'increïble home radar
- FC Barcelona Confidencial
- Febrer (pel·lícula)
- Fènix 11·23
- Ferida arrel: Maria-Mercè Marçal
- Ficció (pel·lícula)
- Fill de Caín
- Fora de Joc (documental)
- Forasters
- Fragments
- Freetown (pel·lícula)

## G
- Gàbies d'or
- Gala (pel·lícula)
- Game Over
- Gaudí
- Germanes
- Gràcies per la propina (pel·lícula)
- Gran sol
- Guest

## H
- Habitacions tancades
- Happy House
- Havanera 1820
- Herència de sang
- Herois (pel·lícula)
- Història de la meva mort
- Ho sap el ministre?
- Hollywood contra Franco
- Honor de cavalleria

## I
- I ara què, Xènia?
- Ignasi M.
- Incerta glòria (pel·lícula)
- Inconscients
- Infectats
- Infidels
- Ingrid
- Innisfree
- Interferències (2011)
- Iris

## J
- Ja en tenim prou
- Jet Lag (sèrie)
- Jordi Dauder, la revolució pendent
- Jo vaig matar
- José María (pel·lícula)
- Joves
- Júlia ist

## K
- Krámpack
- Kubala, Moreno i Manchón

## L
- L'acadèmia de les muses
- L'adopció
- L'Alqueria Blanca (sèrie)
- L'altra ciutat
- L'altra imatge
- L'amant del silenci
- L'anell
- L'arbre de les cireres
- L'Atlàntida
- L'Èden
- L'endemà
- L'enfonsament del Titanic
- L'escollit
- L'escopeta nacional
- L'ésser
- L'estratègia del cucut
- L'illa de l'Holandès
- L'obscura història de la cosina Montse
- L'orfenat
- L'òrfena
- L'orgia
- L'orquestra de les estrelles
- L'Ovidi: El making of de la pel·lícula que mai es va fer
- L'últim ball de Carmen Amaya
- La barca sense pescador
- La batalla del porro
- La caixa Kovak
- La casa de cera
- La catedral del mar (sèrie)
- La caverna
- La ciutat cremada
- La corona partida
- La granja (sèrie)
- La Granja del Pas
- La granota verda
- La llegenda del temps
- La llibreria
- La llum d'Elna
- La memòria dels Cargols
- La mort de Louis XIV
- La mosquitera (pel·lícula)
- La moños
- La nit que no acaba
- La nit que va morir l'Elvis
- La noia de les calces d'or
- La pel·lícula de la nostra vida
- La pell cremada
- La plaça del diamant (pel·lícula)
- La plaça del diamant (sèrie)
- La plaga
- La por (pel·lícula)
- La portentosa vida del pare Vicent
- La primavera
- La propera pell
- La quinta del porro
- La ràdio folla
- La ratjada
- La Riera (sèrie)
- La rossa del bar
- La ruta dels narcòtics
- La sagrada família
- La senyora
- La sucursal
- La teranyina (pel·lícula)
- La teta asustada
- La teta i la lluna
- La Trinca: biografia no autoritzada
- La veritat oculta (1987)
- La Via Augusta
- La vida abismal
- La vida comença avui
- La vida lliure
- La vida privada del senyor Tal
- La vida secreta de les paraules
- La Xirgu
- Lo Cartanyà
- Laberint d'ombres
- Laberint de passions
- Laia (pel·lícula)
- Laia, el regal d'aniversari
- Laura (sèrie)
- Les amigues de l'Àgata
- Les bones persones
- Les coses grans
- Les dues vides d'Andrés Rabadán
- Les filles de Mohamed
- Les llargues vacances del 36
- Les mans buides
- Les Moreres (sèrie)
- Les nenes no haurien de jugar a futbol
- Les últimes tardes amb Teresa
- Les variacions Marker
- Les veus del Pamano (sèrie)
- Les vides de Cèlia
- Lesa humanitat
- Lisístrata (pel·lícula)
- Llach: La revolta permanent
- Llàgrima de sang
- Llums i ombres

## M
- M'enterro en els fonaments
- Madeinusa
- Mai neva a Ciutat
- Majoria absoluta (sèrie)
- Manila (La nit és meva)
- Mapa dels sons de Tòquio
- Mar de fons
- Mar de plàstic
- Maria i Assou
- Massa vell per morir jove
- Material urbà
- Mecanoscrit del segon origen (sèrie)
- Menja d'amor
- Menjar per a gats
- Mentiders
- Mentides
- Mentre dorms
- Menú degustació
- Merlí (sèrie)
- Meublé. La Casita Blanca
- Més enllà de la mort
- Mil coses que faria per tu
- Mil cretins (pel·lícula)
- Mirall trencat (sèrie)
- Mobbing (pel·lícula)
- Món petit
- Mònica (pel·lícula)
- Mònica del Raval
- Monturiol, el senyor del mar
- Morir en 3 actes
- Morir (o no)
- Morir sense morir
- Moriren per sobre de les seves possibilitats
- Mort a l'alba
- Mossèn Capellà
- Muse (pel·lícula)
- My Life Without Me
- My Way

## N
- Negocis de família
- Negro Buenos Aires
- Nexe
- Ni un pam de net
- Ningú no vol la nit
- Nines russes (pel·lícula)
- Nissaga de poder
- Nit i dia (sèrie)
- Només per tu
- Non-Stop
- No em demanis que et faci un petó perquè te'l faré
- No ploris, vola

## O
- Ocaña, retrat intermitent
- Oh, Espanya!
- Oh! Europa
- Oh, quina joia!
- Olor de colònia
- On es nacionalitza la marea?
- Open 24h
- Orígens (pel·lícula)

## P
- Pa d'àngel
- Pa negre (pel·lícula)
- Pacient 33
- Paintball (pel·lícula)
- Paraules d'amor (1967)
- Paraules d'amor (1972)
- Parella de tres
- Parsifal (pel·lícula)
- Passatger clandestí
- Passió d'home
- Pàtria (pel·lícula de 2017)
- Pau, la força d'un silenci
- Pau i el seu germà
- Pedralbes Centre
- Pena de mort?
- Per a què serveix un marit?
- Pet (pel·lícula)
- Petit indi
- Pintant el gris
- Pirata (pel·lícula)
- Plats bruts
- Plou a Barcelona
- Polseres vermelles
- Pop Ràpid
- Porca misèria
- Positius
- Presumptes implicats
- Pretextos
- Primera jugada
- Psico express
- Puta misèria!

## Q
- Quart segona
- Quatre estacions (pel·lícula)
- Què t'hi jugues, Mari Pili?
- Quia
- Quico, el progre

## R
- Radiacions (pel·lícula)
- Rateta, rateta (no sé què tinc)
- REC
- REC 2
- REC 3: Gènesi
- REC 4
- Recordar, perill de mort
- Remake (pel·lícula)
- Rèquiem per un camperol
- Res no tornarà a ser com abans
- Rhesus
- Rock&Cat
- Rosa (sèrie)
- Rosita, please!
- Run All Night

## S
- Sabates grosses
- Saïd
- Salaó
- Salut i força al canut
- Salvador (Puig Antich)
- Sara (pel·lícula)
- Sasha
- Segon origen
- Sense identitat
- Serrallonga (sèrie)
- Sense tu
- Senyor retor
- Sinatra
- Sitges (sèrie)
- Sóc com sóc
- Somiar un país, construir un somni
- Sopar d'assassins
- Sota el mateix cel
- Souvenir (1994)
- Subjúdice
- Susanna (pel·lícula)

## T
- Tatawo
- Tempesta d'estiu
- Temps de silenci
- Tempus fugit (pel·lícula)
- Teresina S.A.
- Terra de canons
- Terra ferma
- The Impossible
- The Shallows
- Tic Tac
- Tirant lo Blanc (pel·lícula)
- Tocant el mar
- Tornarem
- Toro (pel·lícula)
- Tots els camins de Déu
- Tots volem el millor per a ella
- Tracers
- Trash (pel·lícula de 2009)
- Tren d'ombres
- Tren hotel
- Tres dies amb la família
- Treufoc (sèrie)
- Truman

## U
- Un amor clarobscur
- Un berenar a Ginebra
- Un dia perfecte per volar
- Un dia, una nit
- Un hivern a Mallorca (pel·lícula)
- Un, dos, tres... ensaïmades i res més
- Un cos al bosc
- Un monstre em ve a veure
- Un negre amb un saxo
- Un parell d'ous
- Un poema a l'exili
- Una dona al meu jardí
- Una pistola a cada mà
- Unes fotos a la ciutat de Sylvia
- Universal i faraona

## V
- Valèria (pel·lícula)
- Vallterra
- Ventdelplà
- Viatge al més enllà
- Victòria!
- Vida de família (1963)
- Vida de família (2007)
- Vida privada (sèrie)
- Viure i altres ficcions
- Volare
- V.O.S.

## W
- Wendy placa 20957

## X
- Xtrems

## Z
- Zoo (sèrie)